# تنب بزرگ و کوچک
مجمع‌الجزایر تنب بزرگ و کوجک مجموعه‌ای از جزیره‌های ایرانی تنب بزرگ و تنب کوچک است که در خلیج فارس قرار دارد. 